# Downs (Illinois)
Pour les articles homonymes, voir Downs.
Downs est un village du comté de McLean dans l'Illinois, aux États-Unis,. Situé au sud du comté, il est fondé en 1870 et incorporé le 10 mai 1917.

## Démographie
Lors du recensement de 2010, le village comptait une population de 1 005 habitants. Elle est estimée, en 2016, à 978 habitants.

### Source de la traduction
- (en) Cet article est partiellement ou en totalité issu de l’article de Wikipédia en anglais intitulé « Downs, Illinois » (voir la liste des auteurs).